# Florentin Petre
Florentin Petre (Bukarest, 1976. január 15. –) román válogatott labdarúgó, középpályás.

## Pályafutása

### Klubcsapatokban
Pályafutását a Dinamo Bucureștiben kezdte. A román első osztályban 1994-ben mutatkozott be és rögtön az első mérkőzésen eredményes volt. A szezon második felében kölcsönadták az UTA Arad csapatának, majd a szezon befejeztével visszatért a Dinamohoz. Az 1999–2000-es idény végén sikerült dupláznia, amikor is mind a bajnokságot, mind a kupát megnyerték. Ezt követően nem sokkal hepatitis C-t diagnosztizáltak nála. Miután meggyógyult horgászás közben áramütés érte, ami majdnem az életébe került. Ennek eredményeként ki kellett hagynia az elkövetkező két szezont. Miután visszatért 2004-ben ismét megnyerték a román bajnokságot és a kupát. 2006 áprilisában a bolgár CSZKA Szofija csapatához írt alá három évre. 2008-ban szerződés problémák miatt kikerült a csapatból és az orosz bajnokságban szereplő Tyerek Groznijhoz igazolt. Az itt eltöltött időszak alatt 15 mérkőzésen lépett pályára a Tyerek színeiben. 2009. december 11-én másfél évre visszatért a CSZKA-hoz. A 2010–2011-es szezonban a Victoria Brănești csapatát erősített 10 mérkőzésen és a bajnokság végén bejelentette visszavonulását.

#### Statisztika
| Szezon  | Klub              | Ország      | Mérkőzések | Gólok |
| ------- | ----------------- | ----------- | ---------- | ----- |
| 1994/95 | Dinamo București  | Románia     | 7          | 1     |
|         | UTA Arad          | Románia     | 9          | 3     |
| 1995/96 | Dinamo București  | Románia     | 30         | 3     |
| 1996/97 | Dinamo București  | Románia     | 29         | 5     |
| 1997/98 | Dinamo București  | Románia     | 29         | 8     |
| 1998/99 | Dinamo București  | Románia     | 29         | 8     |
| 1999/00 | Dinamo București  | Románia     | 22         | 7     |
| 2000/01 | Dinamo București  | Románia     | 4          | 0     |
| 2001/02 | Dinamo București  | Románia     | 10         | 1     |
| 2002/03 | Dinamo București  | Románia     | 25         | 2     |
| 2003/04 | Dinamo București  | Románia     | 24         | 4     |
| 2004/05 | Dinamo București  | Románia     | 24         | 2     |
| 2005/06 | Dinamo București  | Románia     | 26         | 2     |
| 2006/07 | CSZKA Szofija     | Bulgária    | 26         | 10    |
| 2007/08 | CSZKA Szofija     | Bulgária    | 24         | 11    |
| 2008/09 | Tyerek Groznij    | Oroszország | 15         | 4     |
| 2009/10 | Tyerek Groznij    | Oroszország | 19         | 2     |
|         | CSZKA Szofija     | Bulgária    | 8          | 1     |
| 2010/11 | Victoria Brănești | Románia     | 10         | 0     |

### A válogatottban
A román válogatottban 1998-ban mutatkozott be egy Norvégia elleni barátságos mérkőzésen.
Részt vett a 2000-es és a 2008-as Európa-bajnokságon
A nemzeti csapatban 1998. és 2009 között összesen 53 alkalommal szerepelt és 6 gólt szerzett.

#### Válogatottban szerzett góljai
| Gólok | Dátum               | Helyszín                                     | Ellenfél      | Eredmény | Végeredmény | Kiírás               |
| ----- | ------------------- | -------------------------------------------- | ------------- | -------- | ----------- | -------------------- |
| 1     | 1999. március 31.   | Tofik Bahramov Stadion, Baku, Azerbajdzsán   | Azerbajdzsán  | 1–0      | 1–0         | 2000-es Eb-selejtező |
| 2     | 2000. június 3.     | Ghencea Stadion, Bukarest, Románia           | Görögország   | 2–0      | 2–1         | Barátságos           |
| 3     | 2004. augusztus 18. | Valentin Stănescu Stadion, Bukarest, Románia | Finnország    | 2–0      | 2–1         | 2006-os vb-selejtező |
| 4     | 2005. november 16.  | Ghencea Stadion, Bukarest, Románia           | Nigéria       | 2–0      | 3–0         | Barátságos           |
| 5     | 2007. október 17.   | Stade Josy Barthel, Luxembourg, Luxemburg    | Luxemburg     | 1–0      | 2–0         | 2008-as Eb-selejtező |
| 6     | 2008. október 11.   | Farul Stadion, Konstanca, Románia            | Franciaország | 1–0      | 2–2         | 2010-es vb-selejtező |

## Sikerei, díjai
Dinamo București
- Román bajnok (3): 1999–00, 2001–02, 2003–04
- Román kupagyőztes (4): 1999–00, 2002–03, 2003–04, 2004–05
- Román szuperkupagyőztes (1): 2005

CSZKA Szofija
- Bolgár bajnok (1): 2007–08

## Külső hivatkozások
- Florentin Petre Archiválva 2013. július 1-i dátummal a Wayback Machine-ben – a FIFA.com honlapján
- Florentin Petre – a National-football-teams.com honlapján